# Stellan Sundahl
Bo Stellan Filip Sundahl, född 11 juni 1946 i Helsingborgs Gustav Adolfs församling, Malmöhus län, död 22 februari 1999 i Lunds domkyrkoförsamling, Skåne län, var en svensk komiker, skådespelare och programledare, verksam i radio och tv.

## Biografi
Sundahls karriär inleddes vid Sveriges radio i Malmö där han tillsammans med Gunnar Bernstrup 1976 slog igenom med radioprogrammet Byteskomik. De två samverkade i flera program fram till Birger Ballongen Bengtssons Bravader 1983–1984.
Han kom senare att huvudsakligen vara verksam i tv och medverkade bland annat i Femettan, Uppåt väggarna och Helt apropå. Han nådde sin största popularitet som programledare i Snacka om nyheter i Sveriges television, ett program som sedan Sven Melander tog över. Hans sista program spelades in den 19 februari 1999 och sågs den 21 februari, dagen före hans död, av cirka två miljoner tittare. Han ledde även frågeprogrammet Två mot en. Sista programmet sändes under våren 1999.
Sundahl, som var filosofie magister i matematik och fysik, var gymnasielärare vid Nicolaiskolan (tidigare Gossläroverket) i Helsingborg. Han var också under många år mycket aktiv i Lundaspexarna och ledamot av Uarda-akademien. Han var med i kommittén för lundakarnevalen 1978 som tidningschef och 1974 som chef för karnevalsrevyn Änglamat. Sundahl var även medlem i Sanct Jöns Gille.
Han fick Kvällspostens Edvardpris 1996 med motiveringen att succén Snacka om nyheter fört den dagsaktuella samhällssatiren mot nya höjder och att han därmed befäst sin ställning som en av landets ledande komiker. Sundahls näsa finns avgjuten och upphängd till beskådan i Nasoteket på Café Athen i Lund. Den har ordningsnummer 37.
Stellan Sundahl avled av en hjärnblödning och gravsattes 1 april 1999 i minneslunden på Helsingborgs krematorium. Han efterlämnade en dotter född 1989.

## Filmografi
- 1975 – Ägget är löst!
- 1978 – Picassos äventyr
- 1982 – Den enfaldige mördaren
- 1986 – Hurvamorden
- 1987 – The Prize (TV-program)
- 1987 – Jim och piraterna Blom
- 1988 – SOS – en segelsällskapsresa
- 1988 – The End (TV-program)
- 1995 – Snacka om nyheter (TV-serie)